# Carl Anders Rohdin

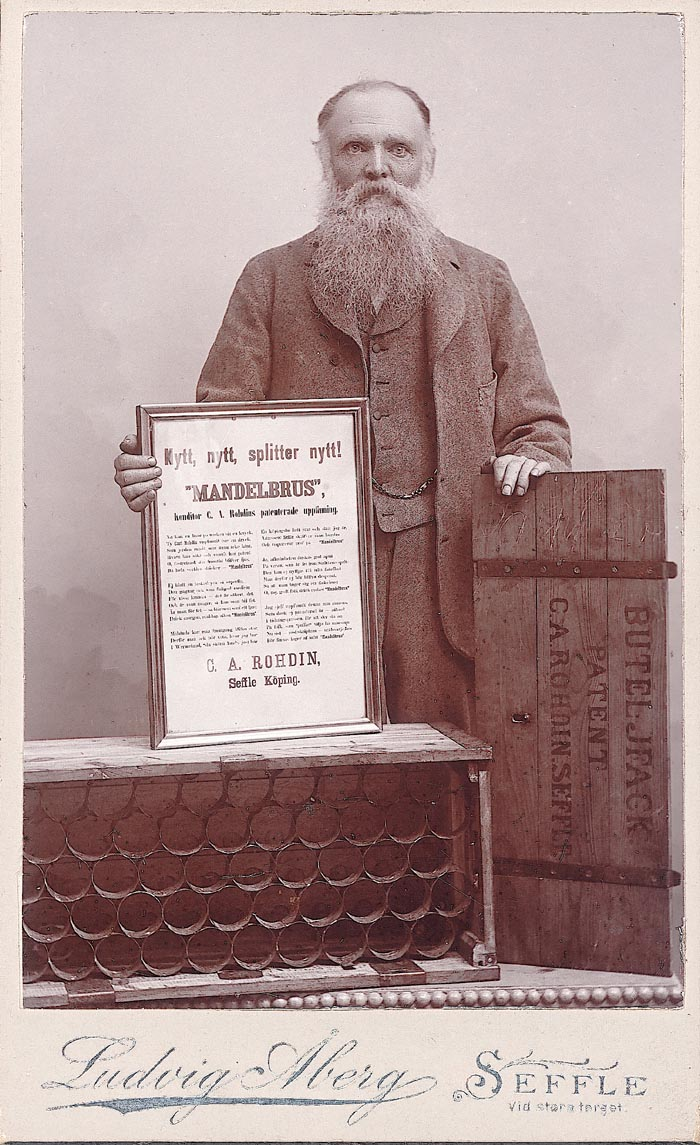
Carl Anders Rohdin mit seiner patentierten Erfindung (1898)

Carl Anders Rohdin (* 2. April 1834 in Stockholm; † 22. Mai 1915 in Säffle) war ein schwedischer Konditor und Dichter. Im Jahr 1860 wurde er als erster Schwede mit der königlichen Verdienstmedaille Litteris et Artibus, der höchsten nationalen Auszeichnung auf dem Gebiet der Kunst und Kultur, geehrt.

## Leben
Rohdin wurde Anfang April 1834 als erstes Kind des Zollaufsehers Anders Mathias Rohdin und seiner Ehefrau Beata Carolina Nyforss in der schwedischen Hauptstadt Stockholm geboren.
Sein Elternhaus befand sich im Bollhusgränd, nur hundert Meter vom Königspalast entfernt. Zur königlichen Familie empfand Rohdin, von Beruf Konditor, eine große Zuneigung und Verehrung, die er bereits früh in seinem Leben in selbst verfassten Gedichten zum Ausdruck brachte. Wegen eines Gedichtes, das er als Hommage für König Karl XV. anlässlich dessen Krönung geschrieben hatte, wurde er zum Dank im Jahr 1860 als erster Schwede mit der Medaille Litteris et Artibus geehrt, die der König selbst im Jahr 1853 gestiftet hatte.
Rohdin war ab 1858 mit Anna Elisabeth Samzelius (1828–1864) verheiratet und Vater dreier Kinder. Nachdem er früh Witwer geworden war, ließ er die Kinder in Stockholm zurück und begab sich auf eine Gesellenwanderung durch das Land. Zunächst zog er 1874 nach Fryxnäs bei Gillberga nördlich des Vänern und ließ sich 1880 endgültig in Säffle in der Provinz Värmlands län nieder. Dort heiratete Rohdin die aus dem nahegelegenen Ort Kila stammende Anna Stina Eriksdotter (1835–1920), eine Schwester des späteren Bischofs von Västerås, Nils Lövgren. Im Jahr 1902 ließ er an der Vestra Norgatan 17 in Säffle das sogenannte Zetterlundhuset erbauen.
Weit über Säffle hinaus war Rohdin zudem nicht nur als Konditor und wegen seiner Dichtkunst bekannt, sondern auch als engagierter Kämpfer gegen den Konsum alkoholischer Getränke. Als überzeugter Anhänger der schwedischen Abstinenzbewegung experimentierte er nebenbei mit Rezepten für eigene, alkoholfreie Erfrischungsgetränke, von denen er sich erhoffte, dass sie sich auf der ganzen Welt verbreiten würden. Für sein Getränk mit dem Namen Mandelbrus erfand er auch ein praktisches Flaschengestell, das mit dem zugehörigen hölzernen Deckel auch zum Transport genutzt werden konnte, und meldete es unter der Bezeichnung Buteljfack zum Patent an. Die nebenstehende Fotografie zeigt Rohdin mit seiner Erfindung und einem gerahmten Werbeplakat im Jahr 1898.
Noch im hohen Alter und bis kurz vor seinem Tod war Carl Anders Rohdin in Säffle als Konditor tätig. Er starb wenige Wochen nach Vollendung seines 81. Lebensjahres am 22. Mai 1915 in Säffle und wurde am 28. Mai 1915 auf dem wenige Kilometer südöstlich der Ortschaft gelegenen By Kyrkogård, dem Friedhof der By Kyrka, bestattet. Dort fand auch seine Ehefrau knapp fünf Jahre später in dem gemeinsamen Grab ihre letzte Ruhestätte.

## Familie
Nur zwei seiner Kinder aus der ersten Ehe erreichten das Erwachsenenalter. Seine Tochter Hulda (1859–1937) wanderte in die Vereinigten Staaten aus und lebte dort mit ihrem zweiten Ehemann, dem aus Huggenäs stammenden Maler Anders Ferdinand Lindahl (1868–1944), und ihren Kindern in Boston. Sein Sohn Carl Johann (1860–1929) ergriff denselben Beruf wie der Vater und arbeitete lange Jahre als Konditor in Sollefteå.